# Saint-Germain-la-Ville
Saint-Germain-la-Ville és un municipi francès, situat al departament del Marne i a la regió del Gran Est. L'any 2007 tenia 568 habitants.

## Demografia

### Població
El 2007 la població de fet de Saint-Germain-la-Ville era de 568 persones. Hi havia 178 famílies, de les quals 40 eren unipersonals (24 homes vivint sols i 16 dones vivint soles), 63 parelles sense fills, 71 parelles amb fills i 4 famílies monoparentals amb fills.
La població ha evolucionat segons el següent gràfic:
Habitants censats

### Habitatges
El 2007 hi havia 188 habitatges, 180 eren l'habitatge principal de la família, 4 eren segones residències i 4 estaven desocupats. 183 eren cases i 5 eren apartaments. Dels 180 habitatges principals, 143 estaven ocupats pels seus propietaris, 35 estaven llogats i ocupats pels llogaters i 2 estaven cedits a títol gratuït; 1 tenia dues cambres, 18 en tenien tres, 33 en tenien quatre i 129 en tenien cinc o més. 175 habitatges disposaven pel capbaix d'una plaça de pàrquing. A 59 habitatges hi havia un automòbil i a 111 n'hi havia dos o més.

### Piràmide de població
La piràmide de població per edats i sexe el 2009 era:
| Homes | Edats   | Dones |
| ----- | ------- | ----- |
| 0     | 95 o +  | 12    |
| 12    | 90 a 94 | 32    |
| 8     | 85 a 89 | 16    |
| 4     | 80 a 84 | 12    |
| 8     | 75 a 79 | 0     |
| 12    | 70 a 74 | 8     |
| 0     | 65 a 69 | 0     |
| 16    | 60 a 64 | 8     |
| 20    | 55 a 59 | 12    |
| 36    | 50 a 54 | 44    |
| 12    | 45 a 49 | 16    |
| 12    | 40 a 44 | 12    |
| 16    | 35 a 39 | 12    |
| 16    | 30 a 34 | 12    |
| 16    | 25 a 29 | 12    |
| 12    | 20 a 24 | 12    |
| 16    | 15 a 19 | 8     |
| 24    | 10 a 14 | 8     |
| 32    | 5 a 9   | 12    |
| 12    | 0 a 4   | 4     |

## Economia
El 2007 la població en edat de treballar era de 311 persones, 240 eren actives i 71 eren inactives. De les 240 persones actives 230 estaven ocupades (127 homes i 103 dones) i 10 estaven aturades (1 home i 9 dones). De les 71 persones inactives 40 estaven jubilades, 17 estaven estudiant i 14 estaven classificades com a «altres inactius».

### Ingressos
El 2009 a Saint-Germain-la-Ville hi havia 177 unitats fiscals que integraven 489,5 persones, la mediana anual d'ingressos fiscals per persona era de 20.227 €.

### Activitats econòmiques
Dels 14 establiments que hi havia el 2007, 1 era d'una empresa alimentària, 1 d'una empresa de fabricació d'altres productes industrials, 4 d'empreses de construcció, 2 d'empreses de comerç i reparació d'automòbils, 1 d'una empresa de transport, 1 d'una empresa d'hostatgeria i restauració, 1 d'una empresa immobiliària, 1 d'una empresa de serveis, 1 d'una entitat de l'administració pública i 1 d'una empresa classificada com a «altres activitats de serveis».
Dels 4 establiments de servei als particulars que hi havia el 2009, 2 eren paletes, 1 electricista i 1 perruqueria.
L'únic establiment comercial que hi havia el 2009 era una fleca.
L'any 2000 a Saint-Germain-la-Ville hi havia 11 explotacions agrícoles.

## Poblacions més properes
El següent diagrama mostra les poblacions més properes.